# Hitoiro
Singles de Nana starring Mika Nakashima
Glamorous Sky
(2005)
Singles par Mika Nakashima
My Sugar Cat
(2006) Mienai Hoshi
(2007)
Hitoiro est le 20e single de Mika Nakashima. Il sort sous le nom Nana starring Mika Nakashima, sous le label Sony Music Associated Records, le 29 novembre 2006 au Japon. C'est son 2e et dernier single en tant que Nana Ôsaki, le personnage qu'elle incarne dans le film Nana et sa suite. Le single atteint la 3e place du classement de l'Oricon. Il se vend à 33 015 exemplaires la première semaine, et il reste 12 semaines dans le classement pour un total de 100 543 exemplaires vendus.
Hitoiro et Eyes for the Moon ont été utilisés pour le film NANA 2. Les 2 chansons se trouvent sur l'album The End.

## Liste des titres
| 1. | Hitoiro                          | Ai Yazawa | Takuro | 5:21 |
| 2. | Hitoiro (Instrumental)           | Ai Yazawa | Takuro | 5:21 |
| 3. | Eyes for the Moon                | Takuro    | Takuro | 3:41 |
| 4. | Eyes for the Moon (Instrumental) | Takuro    | Takuro | 3:38 |